# 미어캣
미어캣(meerkat)은 몽구스과에 속하는 포유동물이다. 몸길이는 50cm 정도인데 그 중 꼬리가 20cm쯤 된다. 몸무게는 1kg이다. 앞발에는 구부러진 강한 발톱이 있어서 굴을 파기에 알맞고, 뒷다리는 짤막하다. 머리는 둥글넓적하고, 코는 뾰족하다. 털은 은빛이 도는 갈색이고 등에 부에서 남아프리카까지 분포한다.
천적은 독수리, 코브라, 벌꿀오소리 (라텔), 검은등자칼, 하이에나 등이 있다,
디즈니의 만화영화인 《라이온킹》에 나오는 티몬으로도 유명하다. 아프리카 일부 지역에서는 마을을 지켜주는 '태양의 천사'로 불린다.

## 미어캣이 모티브인 캐릭터
- 라이온킹 - 티몬

## 같이 보기
- 프레리도그